# Branko Gabrovec
Branko Gabrovec se je rodil leta 1976 v Celju. Po končani zdravstveni šoli je diplomiral na temo logističnih procesov v zdravstvu, magistriral na temo zadovoljstva uporabnikov in kakovosti storitev ter doktoriral na Fakulteti za organizacijske vede (Organizacijski model zagotavljanja varnosti in kakovosti pri obravnavi psihiatričnega bolnika z vidika različnih deležnikov). Na Univerzi v Ljubljani je habilitiran v visokošolskega učitelja (izredni profesor) s področja javnega zdravstva.
Raziskovalno se ukvarja s področjem organizacije zdravstvenega sistema, javnega zdravja in zdravega staranja. Je avtor več znanstvenih in strokovnih prispevkov. 
V letu 2022 je bil član Zdravstvenega sveta. 
Preteklo članstvo v svetih zavodov: 
- Univerzitetni klinični center Ljubljana
- Univerzitetna psihiatrična klinika Ljubljana
- Splošna bolnišnica Celje
- Psihiatrična bolnišnica Vojnik.

- Univerzitetni klinični center Maribor
- Onkološki inštitut Ljubljana
- Univerzitetna klinika za pljučne bolezni in alergijo Golnik (predsednik).

Zaposlitve: Psihiatrična bolnišnica Vojnik (1996 - 2006), Zdravstveni dom Celje (2006 - 2014), Nacionalni inštitut za javno zdravje: (2014 - ). 30. 6. 2022 je bil imenovan za v.d generalnega direktorja Nacionalnega inštituta za javno zdravje (NIJZ). 6. 10. 2022 je Vlada RS podala soglasje k imenovanju za polni mandat generalnega direktorja NIJZ.